# (1613) Smiley
(1613) Smiley ist ein Asteroid des Hauptgürtels, der am 16. September 1950 vom belgischen Astronomen Sylvain Julien Victor Arend in Ukkel entdeckt wurde.
Der Asteroid wurde nach dem US-amerikanischen Astronomen Charles Hugh Smiley benannt.